# Золотий дзьоб
«Золотий дзьоб» — радянський чорно-білий німий кінофільм режисера Євгена Червякова, знятий на кіностудії «Совкіно» в 1928 році за однойменною історичною повістю Анни Караваєвої. Один з трьох останніх радянських німих фільмів. Фільм вважається втраченим у роки Німецько-радянської війни. У переліку з 102 найбільш значущих втрачених російських фільмів фільм посідає 10 рядок.

## Сюжет
Фільм оповідає про рабську, підневільну працю кріпосних, які працювали на Алтайському гірському заводі в епоху Павла I, і їхню боротьбу зі свавіллям царської адміністрації. Нестерпно важкою була праця царських ковалів. Вони мріяли про казкову вільну землю, яка, за розповідями, мала лежати в долині Бухтарми, на легендарних Білих водах. Відлуння пугачовського повстання ще було живе в масі кріпосних робітників. Царська влада жорстоко розправлялася з незадоволеними. Після чергової розправи велика група робітників утекла з заводу і, досягнувши долини Бухтарми, організувала вільну селянську державу. Царський каральний загін виявив утікачів.

## У ролях
- Олексій Єфімов —  Степан
- Геннадій Мічурін —  Марей, старий-старовір
- Сергій Мінін —  Сеньча, робочий
- Михайло Гіпсі —  Шушин-старший
- Борис Дмоховський —  Шушин-молодший
- Петро Берьозов —  денді
- Борис Ліванов —  майор Тучков
- Анна Стен —  Варенька
- Костянтин Гібшман —  фабрикант-начальник Коливано-Воскресенських заводів Гавриїл Качка
- Антоніна Садовська —  дружина фабриканта
- Олексій Богдановський —  іноземний фахівець
- Валерій Плотников —  Мерейха
- Олександра Галатова —  Ксюша
- Михайло Гавронський —  офіцер
- Іона Бій-Бродський —  офіцер
- Олександр Ларіков —  солдат
- Людмила Семенова —  шинкарка
- Леонід Кміт —  старатель
- Еміль Галь —  секретар
- Олександр Мельников —  епізод
- А. Кліст — епізод
- П. Віцинський — епізод
- М. Кудрюцький — епізод
- Ф. Фалалєєв — епізод
- Б. Медведєв — епізод
- П. Пирогов — епізод

## Знімальна група
- Режисер — Євген Червяков
- Сценаристи — Микола Молодцов, Євген Червяков
- Оператори — Святослав Бєляєв, Олександр Сігаєв
- Композитор — Дмитро Астраданцев
- Художник — Семен Мейнкін